# میکا هانولا
میکا هانولا (انگلیسی: Mika Hannula؛ زادهٔ ۲ آوریل ۱۹۷۹) بازیکن هاکی روی یخ اهل سوئد بود.